# Mura di Pisa
Le mura di Pisa erano la cinta muraria della città di Pisa e sono il più antico esempio in Italia di mura cittadine quasi completamente conservate.
Sono accertate almeno tre cerchie murarie, una romana, una altomedioevale e l'ultima a noi pervenuta, quella costruita al tempo della Repubblica di Pisa. In gran parte ancora presenti, circondano il centro storico della città e sono parzialmente visitabili in quota.

## Storia

### Periodo altomedioevale

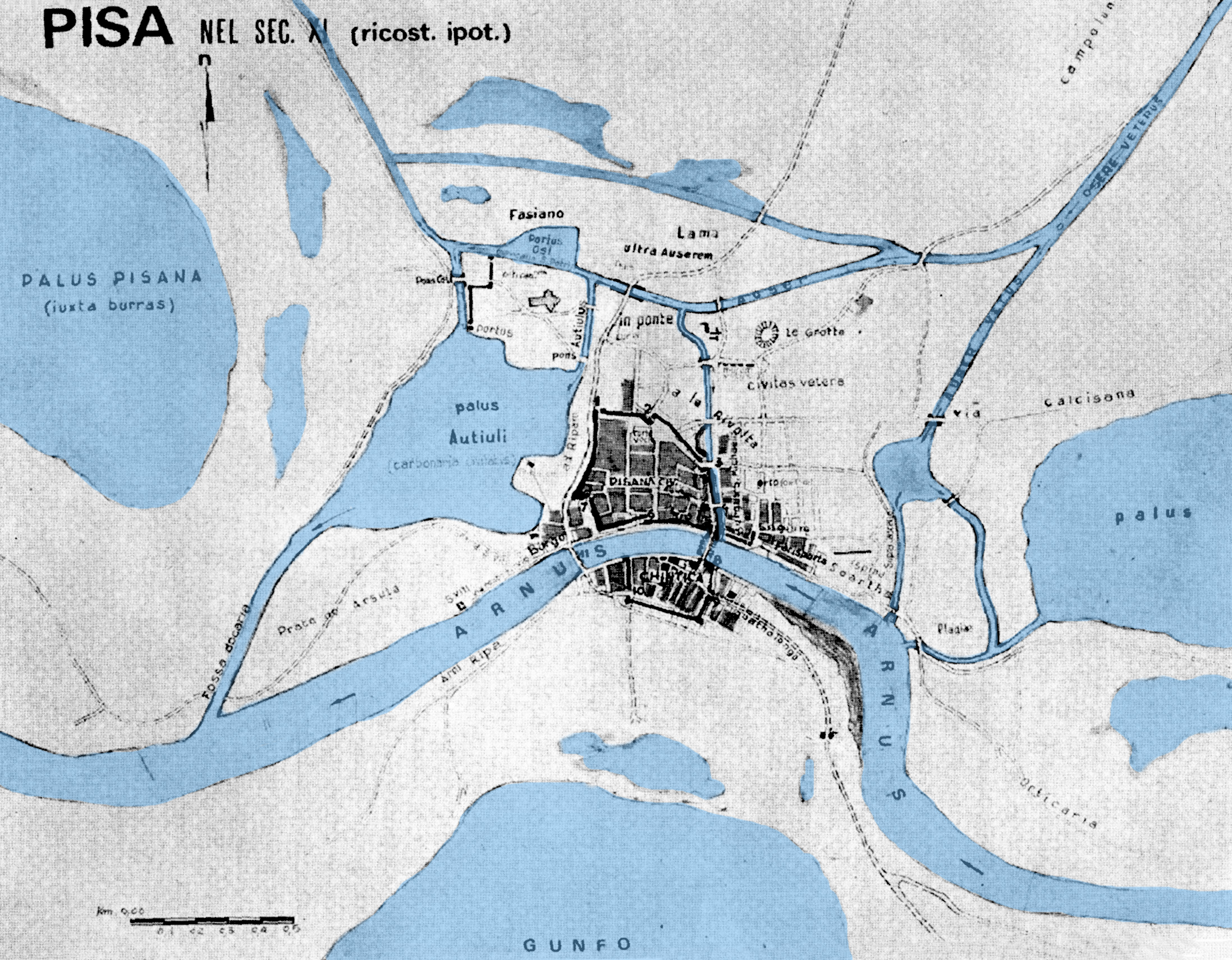
Mappa ipotetica di Pisa nell'XI secolo d.C.

In seguito alla caduta dell'Impero romano d'Occidente le città furono più libere di decidere sulla propria gestione e quindi se e come rafforzare le proprie difese e Pisa fu tra queste. La città era probabilmente già dotata di qualche fortificazione di epoca romana, tuttavia tra il V e IX secolo furono erette nuove mura che però non cingevano tutta la città, ma solo la parte residenziale, collocata tra i fiumi Arno e Ozzeri e lasciando fuori le terme e l'anfiteatro, più a est, così come la zona commerciale posta a sud dell'Arno, zone che caddero in rovina e i cui edifici furono usati come cave di materiale da costruzione.
Due erano gli ingressi principali: il primo, a sud affacciata sull'Arno, era la Porta Aurea dalla quale rientravano i Pisani vittoriosi dalle loro imprese per il mare; il secondo, a nord affacciato sull'Ozzeri, corrispondeva a quella che oggi è nota come la Porta del Parlascio attraverso la quale passavano i personaggi illustri dell'epoca. La Porta Aurea, oggi del tutto scomparsa, era probabilmente ornata e doveva collocarsi a fianco della chiesa di San Salvatore in Port'Ori (al cui posto oggi vi è la chiesa di Santa Maria dei Galletti).
La Porta del Parlascio invece è tuttora visibile perché fu inglobata nelle successive mura del 1155. La porta, grande, possedeva delle decorazioni, tuttavia fu successivamente ridimensionata più volte sotto il dominio fiorentino fino a chiuderla sul lato nord con un bastione, per aprire una nuova porta (Porta a Lucca) nelle immediate vicinanze.
Quando nel 1155, sotto il consolato di Cocco Griffi si decise ad ampliare la cerchia di mura urbane, solo un piccolo tratto a nord venne a coincidere con quelle altomedievali, includendo solo la porta del Parlascio, mentre il resto venne comunque rifatto ex novo. Le mura preesistenti finirono con l'addossarsi alle case e divenire parte integrante di esse: sul lato est esse possono identificarsi col lato sinistro di Borgo Stretto. Infatti i borghi medioevali erano in genere piccoli centri abitati costruiti in prossimità di altri centri più grossi, normalmente al di fuori dalle mura.
Nel 2016 in occasione degli scavi per il posizionamento di cassonetti interrati sono stati trovati i resti delle mura altomedievali nei pressi di Via Cardinale Maffi.

#### Il tracciato altomedioevale

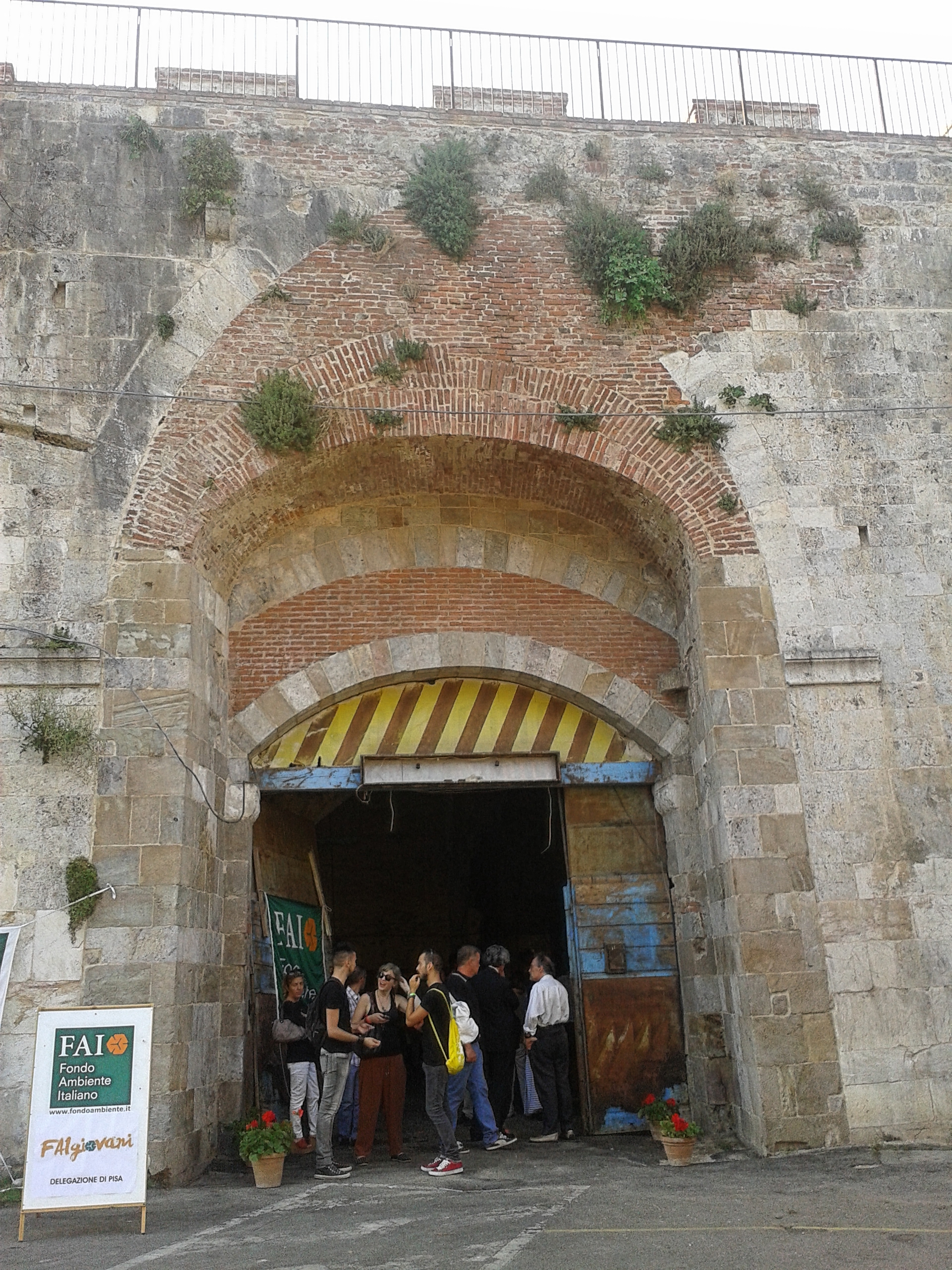
La porta del Parlascio

Dall'angolo sudorientale in senso antiorario:
- Porta a mare
- Porta Aurea
- Porta San Martino alla pietra
- Porta San Clemente
- Porta Samuel
- Porta San Felice
- Porta del Parlascio
- Porta Santo Stefano
- Porta dell'Arcivescovado
- Porta Picelle
- Porta Buoza

Porta a mare e Porta Buoza esistono tuttora nella cinta muraria repubblicana, ma non coincidono con quelle più antiche di cui però hanno ereditato il nome. La Porta Santo Stefano esiste tutt'oggi nella cinta muraria, ma venne chiusa durante il dominio fiorentino.

### Periodo repubblicano

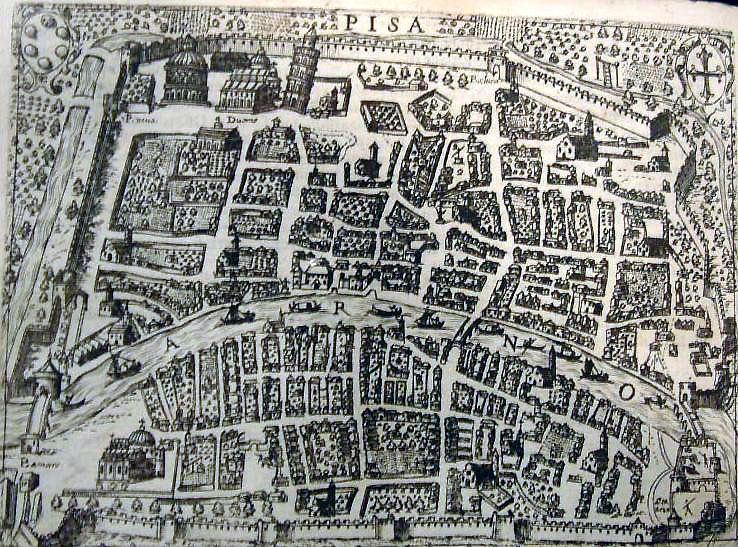
Mappa di Pisa nel XVI secolo.

Gradualmente con la rinata importanza di Pisa e dei suoi commerci marittimi, si svilupparono nuovi quartieri con case, chiese e monasteri, specialmente a est e a nord-est, ma anche a ovest nella zona paludosa del fiume Ozzeri; inoltre sulla sponda sinistra esisteva una città satellite, dove si stabilirono liberamente genti di ogni provenienza e religione, lavorando nelle rimesse per carovane, nelle aree di stoccaggio merci e in altre attività commerciali e manifatturiere.
La costruzione delle mura repubblicane iniziò nel 1155 sotto il consolato di Cocco Griffi. La delibera della costruzione delle nuove mura avvenne in un periodo di grande prosperità economica e si procedette senza particolare urgenza essendo previsto fin dall'inizio un tempo di realizzazione attorno ai quindici-vent'anni. Furono impiegati diversi tipi di pietra, che creano tuttora vivaci effetti cromatici, dal bianco in basso al rosato nelle merlature, con bozze regolari e ben squadrate (una prerogativa che ha rarissimi esempi analoghi a quell'epoca), e si creò un recinto su entrambe le sponde dell'Arno che includeva 185 ettari di terreno, per un perimetro di circa sei chilometri, uno spessore medio di due metri e venti e un'altezza media di undici metri. Le mura definirono inoltre una nuova impostazione urbanistica pianificata, con l'asse Borgo-Via di Ponte Vecchio e l'Arno a dividerla in quattro settori quadrangolari.
La parte nord delle mura fu completata nel 1161, mentre la parte sud fu terminata nel 1186. La cittadella vecchia, inizialmente esclusa, venne circondata dalle mura nel 1284.
Lungo le mura vennero innalzate alcune torri difensive (la torre di Santa Maria, la torre di Sant'Agnese e la torre del Leone) e le antiche porte, alcune nuove e altre in corrispondenza di quelle del tracciato altomedievale.

### Periodo fiorentino

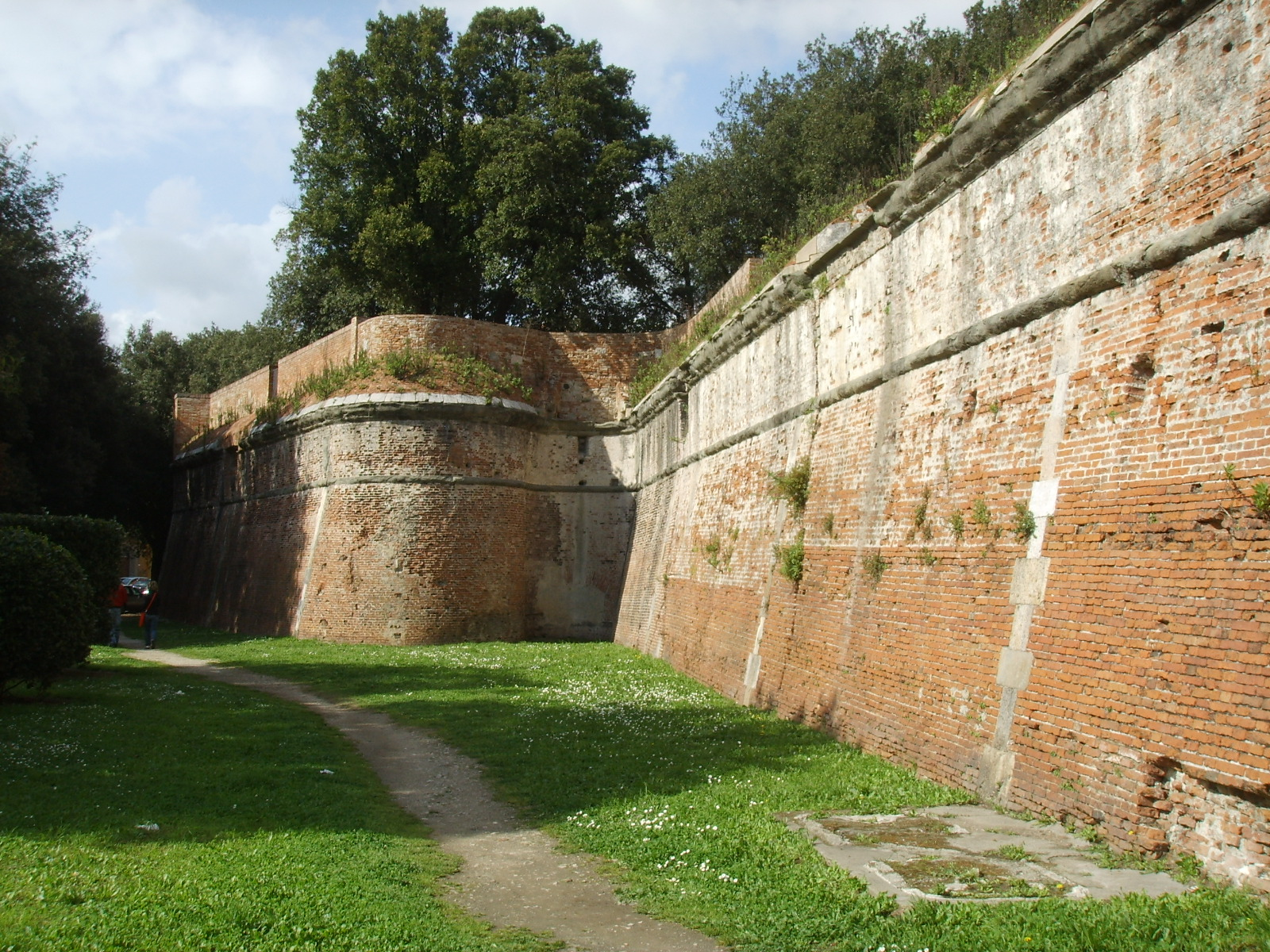
Il bastione San Gallo a protezione della fortezza nuova

Dopo la conquista fiorentina, in una prima fase dall'inizio del XV secolo al 1494 e successivamente nel corso del XVI secolo, le mura vennero restaurate dai Medici e vennero costruiti nuovi bastioni e fortezze che fossero adeguati alle nuove tecniche militari delle armi da fuoco. Le nuove costruzioni furono il bastione del Barbagianni in un punto già pesantemente bombardato dalle truppe di Luigi XII in aiuto di Firenze, la cittadella nuova come avamposto militare fiorentino (demolendo un intero quartiere residenziale), la torre Guelfa nella zona della terzanaia, il bastione del Parlascio a guardia dell'ingresso a nord della città e il bastione Stampace a sud ovest.
Nel 1626 vennero costruite delle fortificazioni alla moderna a ridosso delle mura, con bastioni di terra, spalti e strade coperte, strutture oggi scomparse.

### Demolizioni del XX secolo

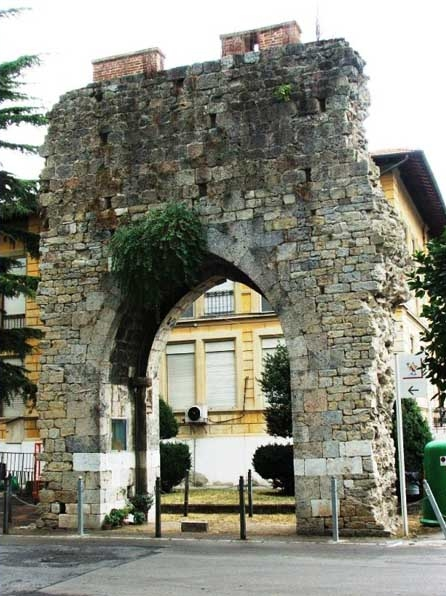
La porta Buoza, parte superstite delle demolizioni all'interno dell'ospedale Santa Chiara.

Nel XX secolo, con l'autorizzazione dell'allora soprintendenza di Pisa, molti tratti delle mura vennero abbattuti per ragioni urbanistiche e di viabilità. Ad esempio nel 1929 fu abbattuto il tratto tra via Bonanno Pisano e via Paolo Savi per fare spazio all'ospedale Santa Chiara in fase di ampliamento, ma già da alcuni anni si stavano abbattendo diversi tratti per diverse esigenze. La prima demolizione fu quella nel 1864 della porta San Gilio per creare una piazza che fungesse da porta di accesso alla città, l'odierna Piazza Vittorio Emanuele II. Successivamente col piano regolatore del 1871 curato da Vincenzo Micheli furono abbattuti i tratti lungo via Benedetto Croce per dare aria al quartiere e in via Nino Bixio nei pressi della Chiesa di San Paolo a Ripa d'Arno per far passare la tranvia di Pisa-Marina di Pisa. Un'altra demolizione fu quella di un tratto di mura e del bastione della Fortezza San Gallo per fare spazio alla rampa di accesso al nuovo ponte della Vittoria. Oltre alle demolizioni alcune parti subirono danni durante la seconda guerra mondiale. Alla fine del conflitto mondiale la lunghezza complessiva delle mura, dai 7 km di mura si ridusse così a 5,5 km.
Nell'ultimo scorcio del Novecento le mura pisane sono state danneggiate dallo smog che ne ha causato l'imbrunimento e dal diffondersi di numerosi rampicanti, quali l'edera, che ne hanno compromesso la stabilità con rischio di crollo di alcune parti. Inoltre, molti proprietari di lotti di terreno confinanti con le mura hanno costruito, nel corso degli anni, una lunga serie di superfetazioni, quali garage, magazzini e baracche, in adiacenza ai paramenti murari duecenteschi.

### Restauro e camminamento in quota

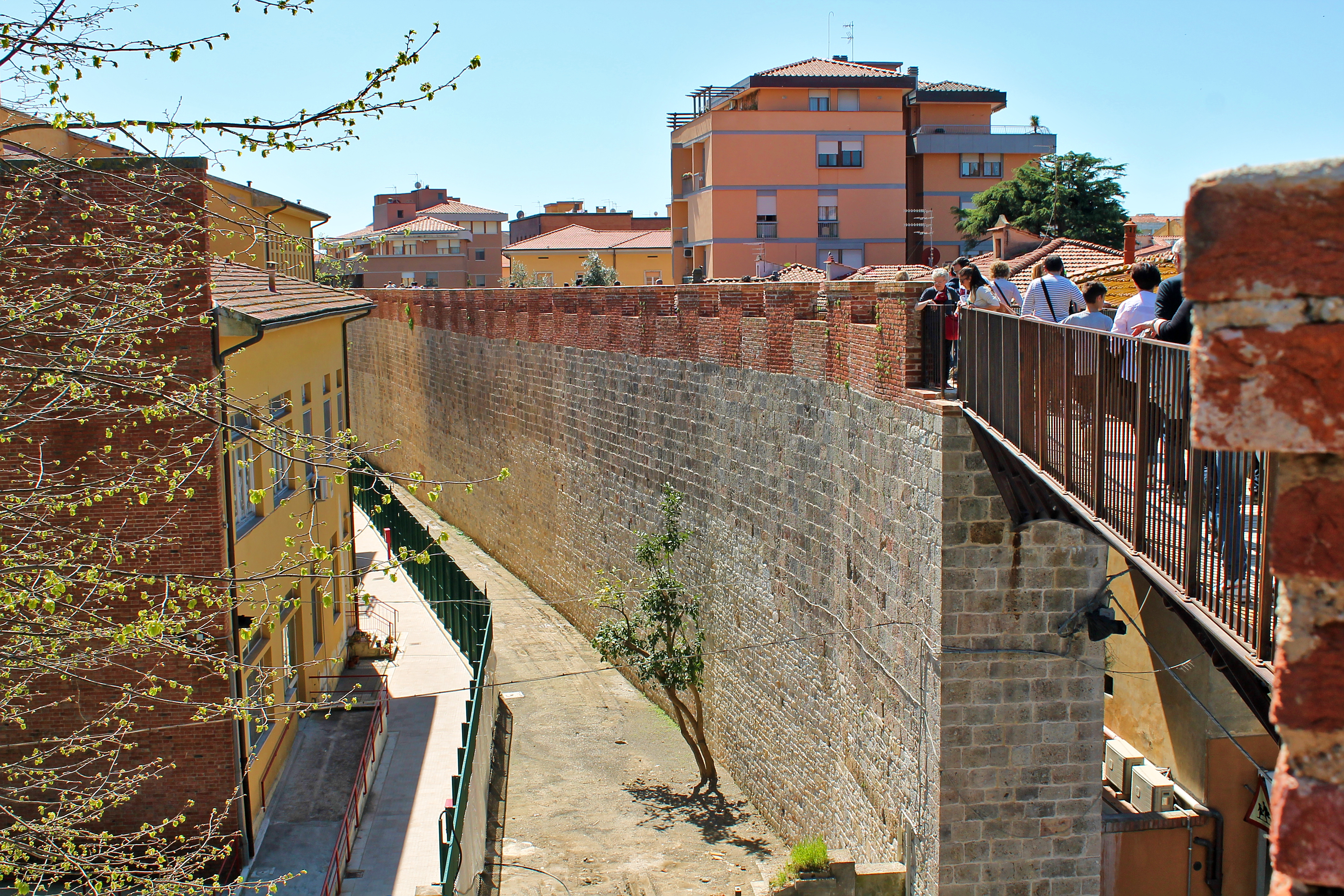
Il ponte del camminamento in quota in un tratto interrotto presso via San Francesco

A partire da gennaio 2012 è iniziato il restauro dei tratti a nord e nord est, la riqualificazione dei terreni adiacenti, il cosiddetto pomerio e il ripristino dei camminamenti in quota realizzato grazie ai fondi del PIUSS e che è terminato alla fine del 2016. Alcune critiche al restauro sono state mosse dall'architetto Massimo Carmassi, direttore dell'Ufficio Progetti di Pisa dal 1974 al 1990, che denuncia la troppa invasività dell'intervento; in particolare, vengono citati gli stucchi in malta bianca, materiale inadatto per tali restauri, il tamponamento parziale dei merli con inserti in laterizio e l'impatto visivo delle ringhiere a protezione del camminamento.
Dal 2013, in giorni specifici a discrezione dell'amministrazione comunale, è stato possibile accedere ai camminamenti sulle mura nei tratti via via ultimati, mentre a partire dal 18 maggio 2018 le mura sono regolarmente aperte alle visite.
Il camminamento aperto è lungo 3,1 km e va dalla torre di Santa Maria a Piazza del Rosso, lungo tale tratto i punti di accesso sono presso la torre piezometrica del complesso Marzotto (vicino alla porta Pacis) e presso Piazza delle Gondole.

## Caratteristiche
Le mura avevano una lunghezza complessiva di poco meno di 7 km e sono alte in media 11 m con 2 m sotto terra. La composizione delle mura è, nella parte più antica, di grossi blocchi di panchina di provenienza livornese mentre nel resto è un misto di diversi materiali di cui nella parte grigia inferiore, soprattutto nella parte nord sono presenti calcari di San Giuliano Terme e nella parte rosata superiore conci squadrati di breccia di Asciano.
Lo spessore delle mura è di circa 2,2 m e sulla sommità sono presenti merli di circa 1,50 m. Attualmente la lunghezza superstite delle mura è di 4,9 km, la cui gran parte corrisponde alla parte a nord del fiume.

## Il tracciato attuale

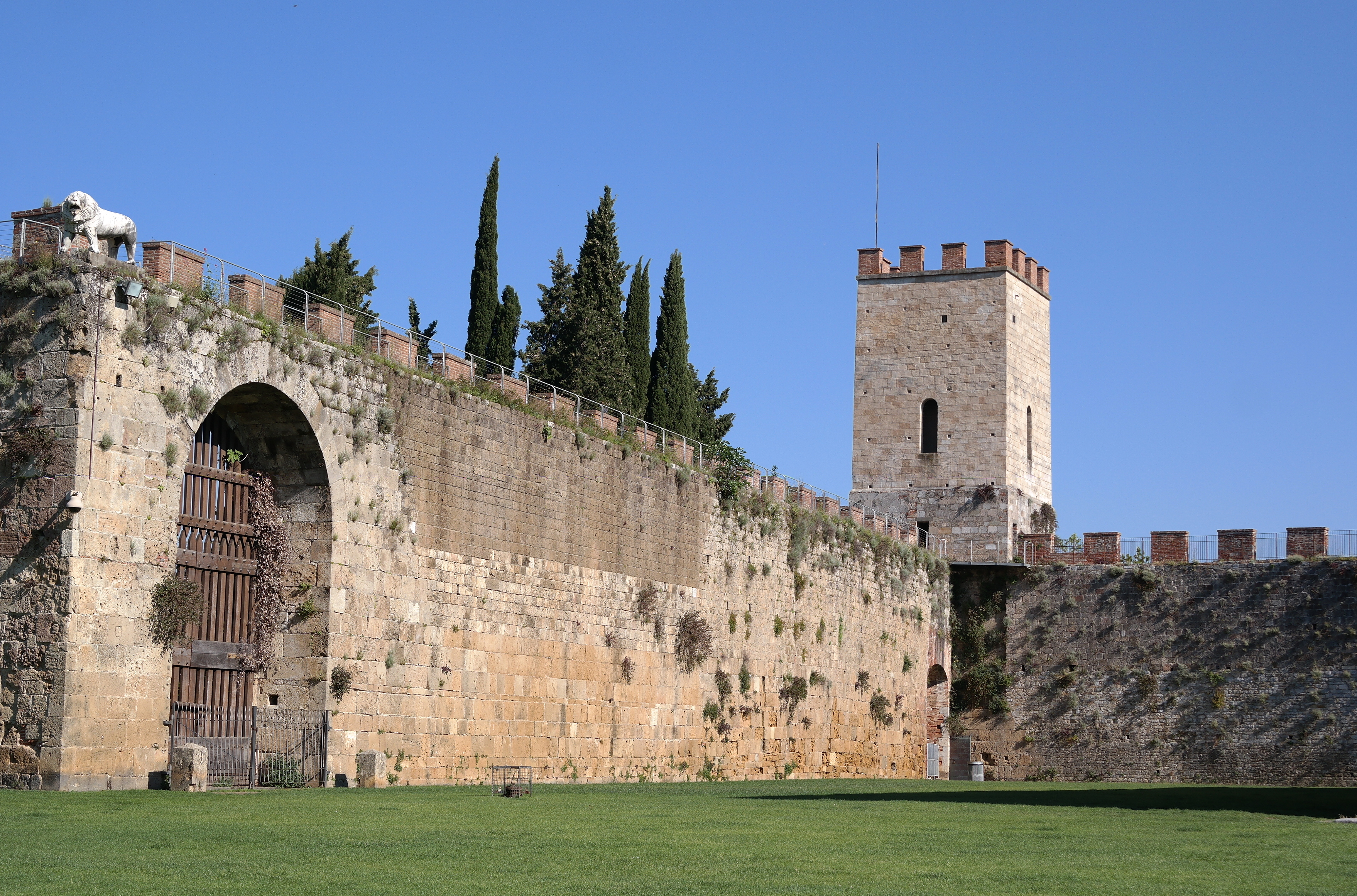
Le mura viste da piazza del Duomo, con la porta e torre del Leone e la torre di Santa Maria

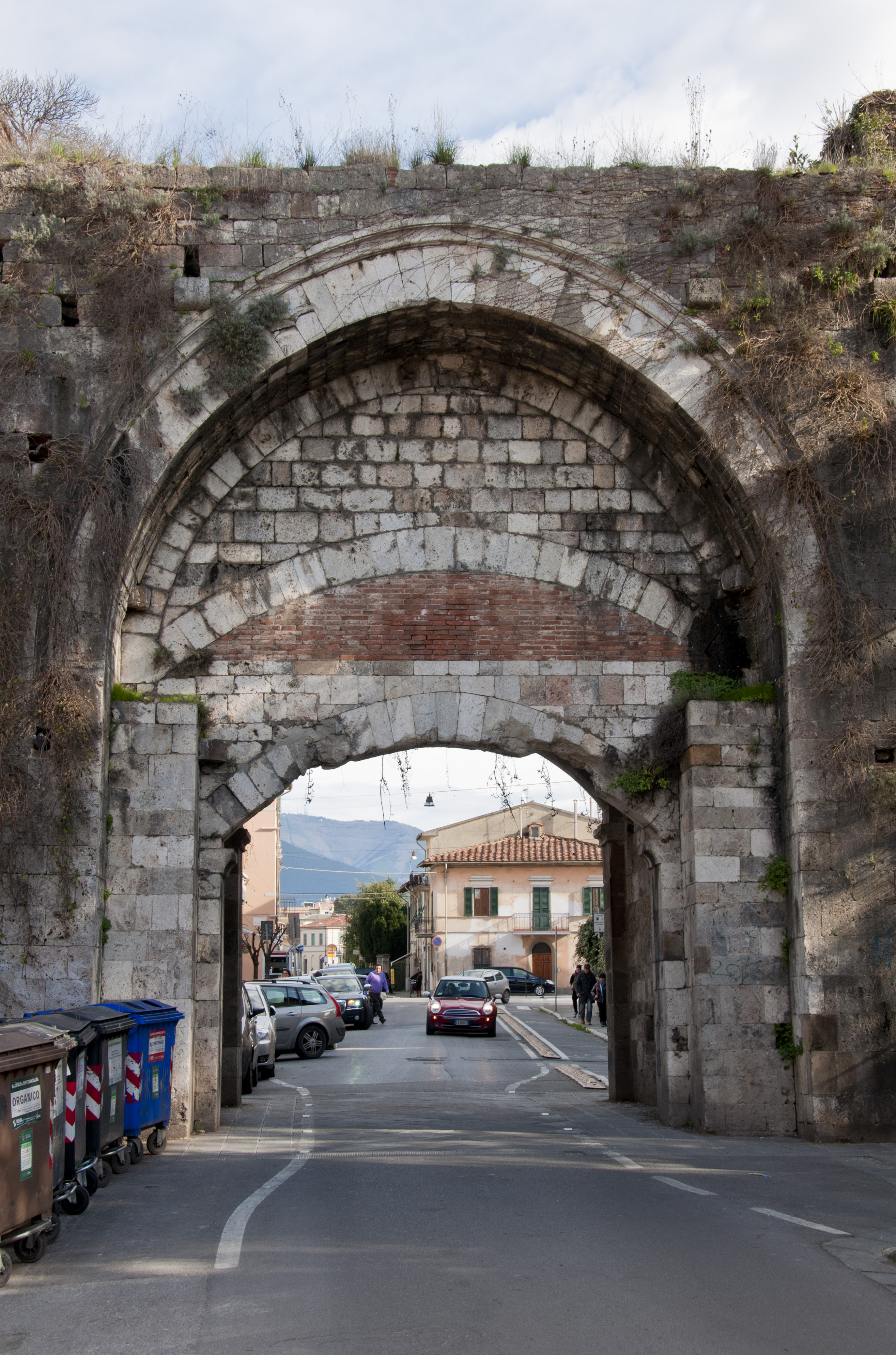
Porta Calcesana (prima del restauro), dove adesso passa Via Giuseppe Garibaldi

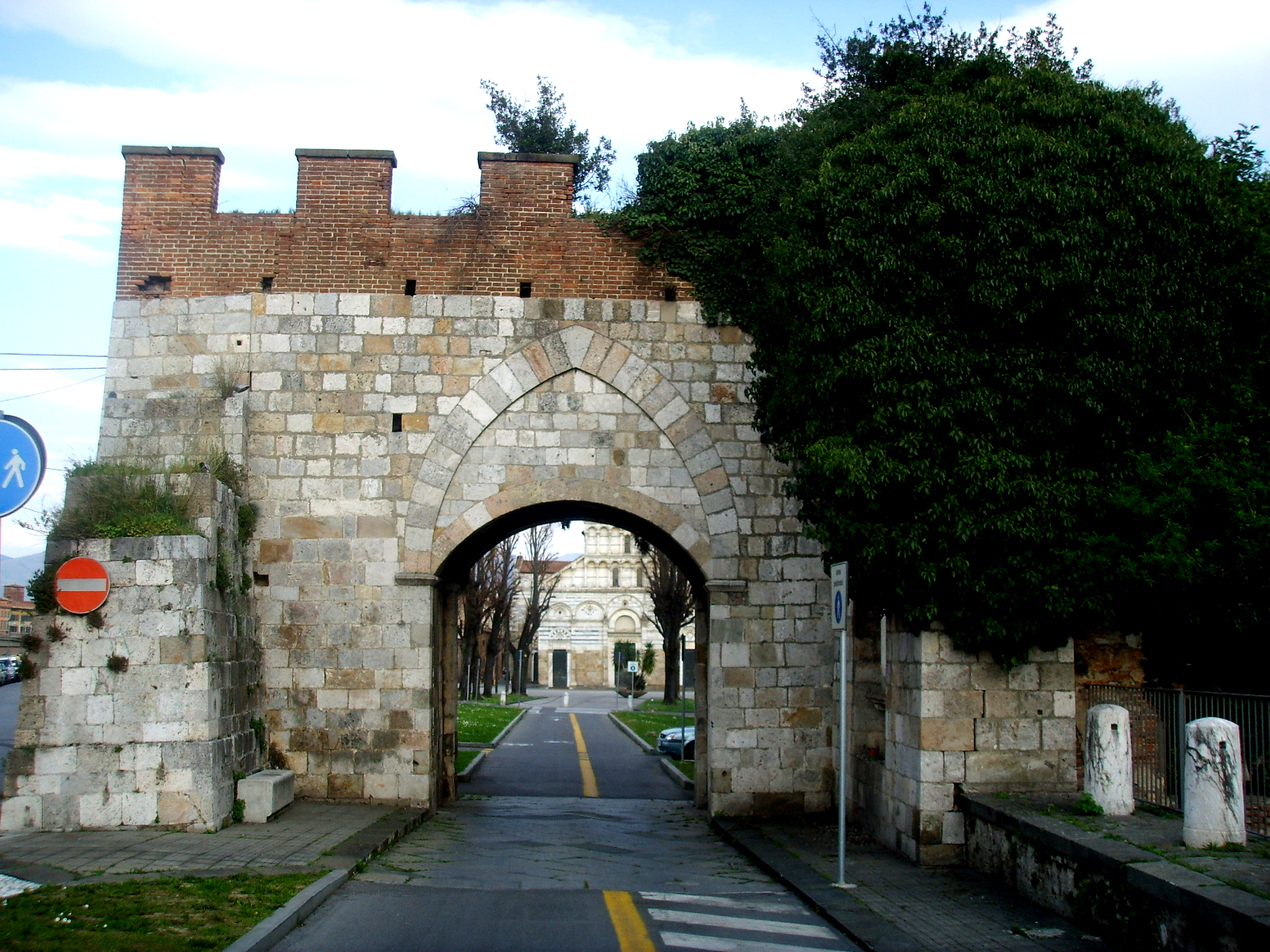
Porta Mare, ultima del tracciato sud-ovest a pochi passi dall'Arno.

Dall'angolo sudorientale in senso antiorario:
- Cittadella Nuova (Fortezza del Sangallo)
- Arno
- Porta di Spina o delle Piagge (demolita nel 1870)
- Torre delle Piagge (scapezzata)
- Torre del Barbagianni
- Bastione del Barbagianni
- Porta Calcesana o Porta Garibaldi
- Porta di Santa Marta
- Portello di Santa Marta
- Fornici di via Lalli
- Porta Pacis o di Sopracastello
- Porta Monetaria o di San Zeno
- Porta del Parlascio (chiusa)
- Bastione del Parlascio
- Porta a Lucca
- Porta Santo Stefano (chiusa)
- Porta San Ranierino
- Torre di Santa Maria
- Porta di Santa Maria (chiusa)
- Porta del Leone (chiusa)
- Torre del Leone
- Torre di Catallo
- Porta Nuova
- Porta Buoza
- Portaccia (chiusa)
- Torre di Sant'Agnese
- Bastione San Giorgio
- Torre Ghibellina (distrutta)
- Cittadella Vecchia
- Torre Guelfa (molto posteriore alle mura)
- Porta Degazia di Ponte o Porta Degathia
- Arno - Ponte della Degazia (vicino all'attuale Ponte della Cittadella)
- Porta a Mare o di Ripadarno o Degazia Nova o Degazia di Mare
- Porta San Pietro (chiusa)
- Bastione Stampace
- Porta Sant'Antonio (distrutta)
- Porta San Gilio (distrutta, resti tuttora presenti nel parcheggio sotterraneo di piazza Vittorio Emanuele II[18])
- Torre di San Martino in Guatolongo (scapezzata)
- Porta San Martino in Guatolongo (chiusa)
- Porta San Marco in Guatolongo (distrutta, sostituita dal bastione San Gallo)